# Aeropuerto Internacional Moi
El Aeropuerto Internacional Moi (IATA: MBA, OACI: HKMO), también conocido como Aeropuerto de Mombasa, atiende a la ciudad de Mombasa, y es el segundo aeropuerto más importante de Kenia tras el Aeropuerto Internacional Jomo Kenyatta en Nairobi. Está ubicado en Port Reitz.
El aeropuerto está gestionado por la Dirección de Aeropuertos de Kenia. Cuenta con dos pistas, la 03/21 y la 15/33. La cabecera 21 está equipada con ILS. Recibe su nombre del antiguo presidente de Kenia Daniel arap Moi.

## Historia
El aeropuerto fue inicialmente conocido como "Aeropuerto de Port Reitz". Fue construido durante la Segunda Guerra Mundial por el Cuerpo de Ingenieros de la Armada Sudafricana. Durante este conflicto fue utilizado para la defensa de la flota británica con base en el cercano Muelle Kilindini desde 1942.
El aeropuerto fue impulsado a aeropuerto internacional en 1979.

## Aerolíneas y destinos

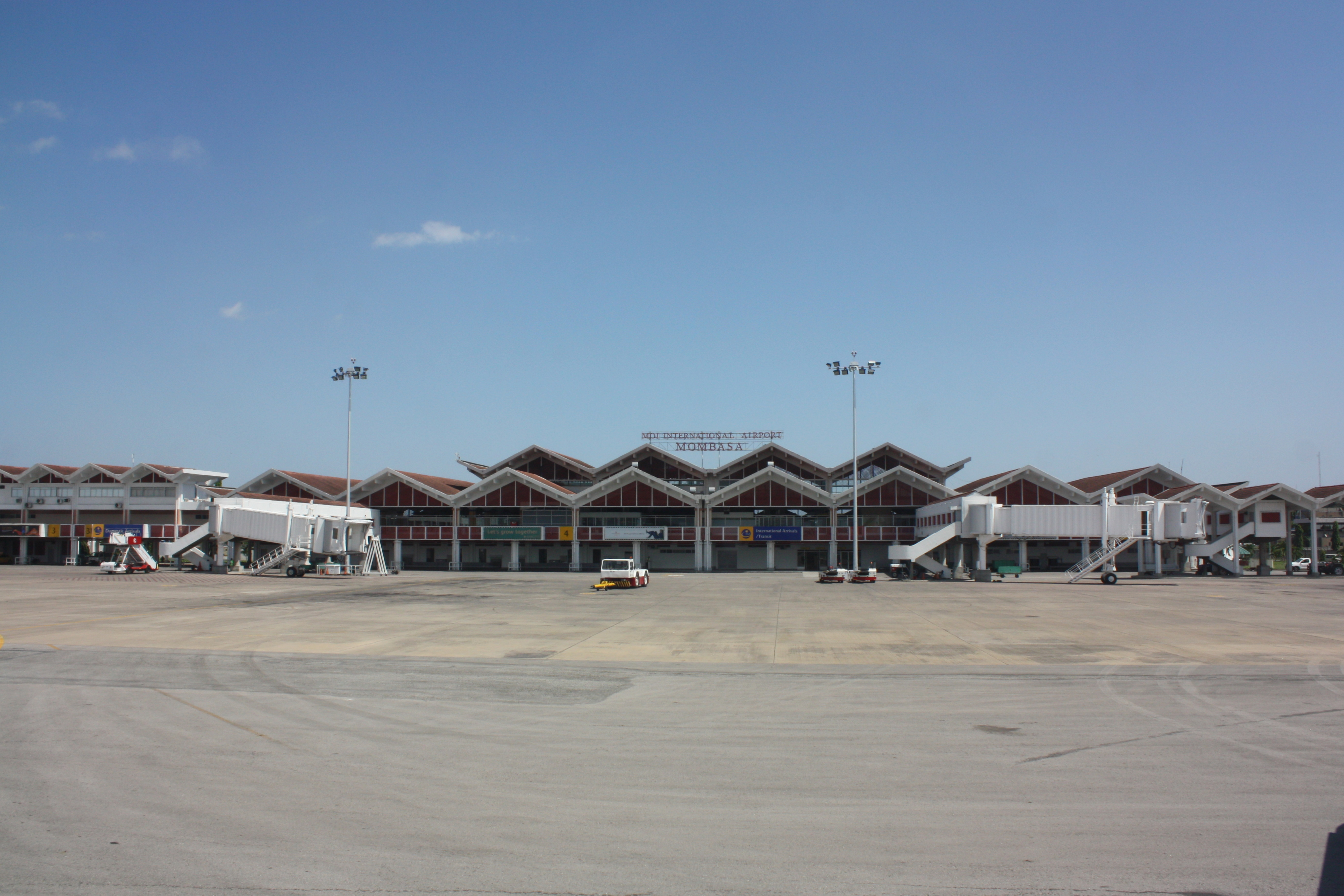
Aeropuerto Internacional de Moi.

| Aerolíneas              | Destinos                                |
| ----------------------- | --------------------------------------- |
| African Express Airways | Aden, Al-Mukalla, Dubái, Nairobi        |
| Air Uganda              | Entebbe                                 |
| Airkenya Express        | Nairobi-Wilson                          |
| Condor                  | Fráncfort                               |
| East African Safari Air | Nairobi                                 |
| Edelweiss Air           | Zúrich                                  |
| Ethiopian Airlines      | Addis Abeba                             |
| Fly540                  | Nairobi, Zanzíbar                       |
| JetLink Express         | Nairobi                                 |
| Kenya Airways           | Nairobi                                 |
| Mombasa Air Safari      | Masái Mara, Amboseli, Samburu, Lamu     |
| Neos                    | Bolonia, Milán-Malpensa, Roma-Fiumicino |
| Precision Air           | Dar es Salaam, Zanzíbar                 |
| Qatar Airways           | Doha                                    |
| RwandAir                | Dubái, Kigali                           |
| Travel Service          | Katowice-Pyrzowice                      |
| TUI Airlines Nederland  | Ámsterdam                               |
| TUI Airways             | Londres-Gatwick, Mánchester             |
| TUI fly Belgium         | Bruselas, Zanzíbar                      |

## Estadísticas
Ver fuente y consulta Wikidata.